# Alexander Albon
Alexander „Alex“ Albon Ansusinha (* 23. März 1996 in London) ist ein britisch-thailändischer Automobilrennfahrer, der unter thailändischer Flagge startet. 2010 wurde er Kart-Europameister. Er startete 2017 und 2018 in der FIA-Formel-2-Meisterschaft, die er 2018 als Dritter abschloss. 2019 debütierte er in der Formel 1 für Toro Rosso, bevor er später in der Saison zu Red Bull wechselte, für die er bis Ende 2020 startete. Nachdem er für 2021 kein Cockpit gefunden hatte, war er als DTM- und Ersatzfahrer für Red Bull in der Formel 1 tätig. 2022 ging er für Williams F1 an den Start, wo er auch derzeit noch fährt.

## Karriere

### Anfänge
Albon begann seine Motorsportkarriere im Kartsport, in dem er bis 2011 aktiv blieb. Er gewann mehrere Kartmeisterschaften in Großbritannien. 2010 gewann er den CIK-FIA-Weltcup sowie die CIK-FIA-Europameisterschaft in der KF3-Klasse. 2011 wurde er Zweiter in der KF1-Klasse der WSK Euro Series sowie der CIK-FIA-Weltmeisterschaft.
2012 wechselte Albon in den Formelsport und erhielt bei EPIC Racing ein Cockpit im Formel Renault 2.0 Eurocup. Er blieb ohne Punkte und erreichte den 38. Gesamtrang. Darüber hinaus startete er für EPIC 2012 in der alpinen Formel Renault. Hier wurde er mit einem fünften Platz als bestem Ergebnis 16. in der Fahrerwertung. Am Ende der Saison endete seine Förderung durch Red Bull und er wurde ins Förderprogramm von Lotus aufgenommen. 2013 wechselte Albon innerhalb des Formel Renault 2.0 Eurocups zu KTR. Mit einem fünften Platz als bestem Ergebnis verbesserte er sich auf den 16. Platz im Gesamtklassement. Darüber hinaus trat er zu zwei Veranstaltungen der nordeuropäischen Formel Renault an. Dabei erzielte er mit einem zweiten Platz eine Podest-Platzierung. 2014 blieb Albon bei KTR im Formel Renault 2.0 Eurocup. Er erzielte drei Podest-Platzierungen und wurde als bester Fahrer ohne Sieg Gesamtdritter. Außerdem absolvierte er drei Rennwochenenden in der nordeuropäischen Formel Renault und gewann ein Rennen.

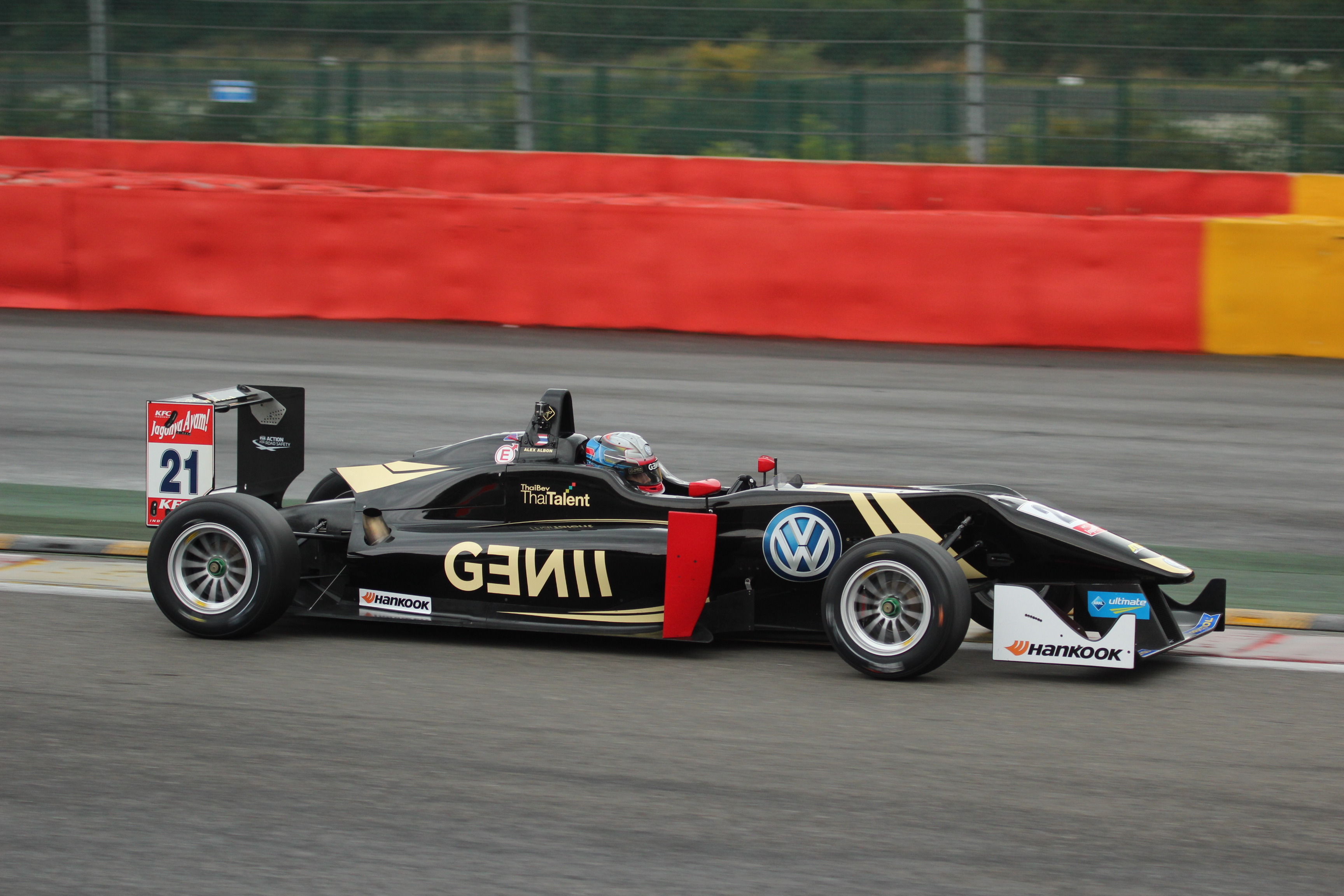
Alexander Albon in Spa-Francorchamps in der europäischen Formel-3-Meisterschaft 2015

2015 wechselte Albon zu Signature in die europäische Formel-3-Meisterschaft. Er wurde dreimal Zweiter und beendete die Saison auf dem siebten Platz der Fahrerwertung. 2016 erhielt Albon bei ART Grand Prix ein Cockpit für die GP3-Serie. Mit vier Siegen gewann kein Fahrer mehr Rennen als er. Dennoch unterlag er in der Meisterschaft seinem Teamkollegen Charles Leclerc und wurde mit 177 zu 202 Punkten Gesamtzweiter.

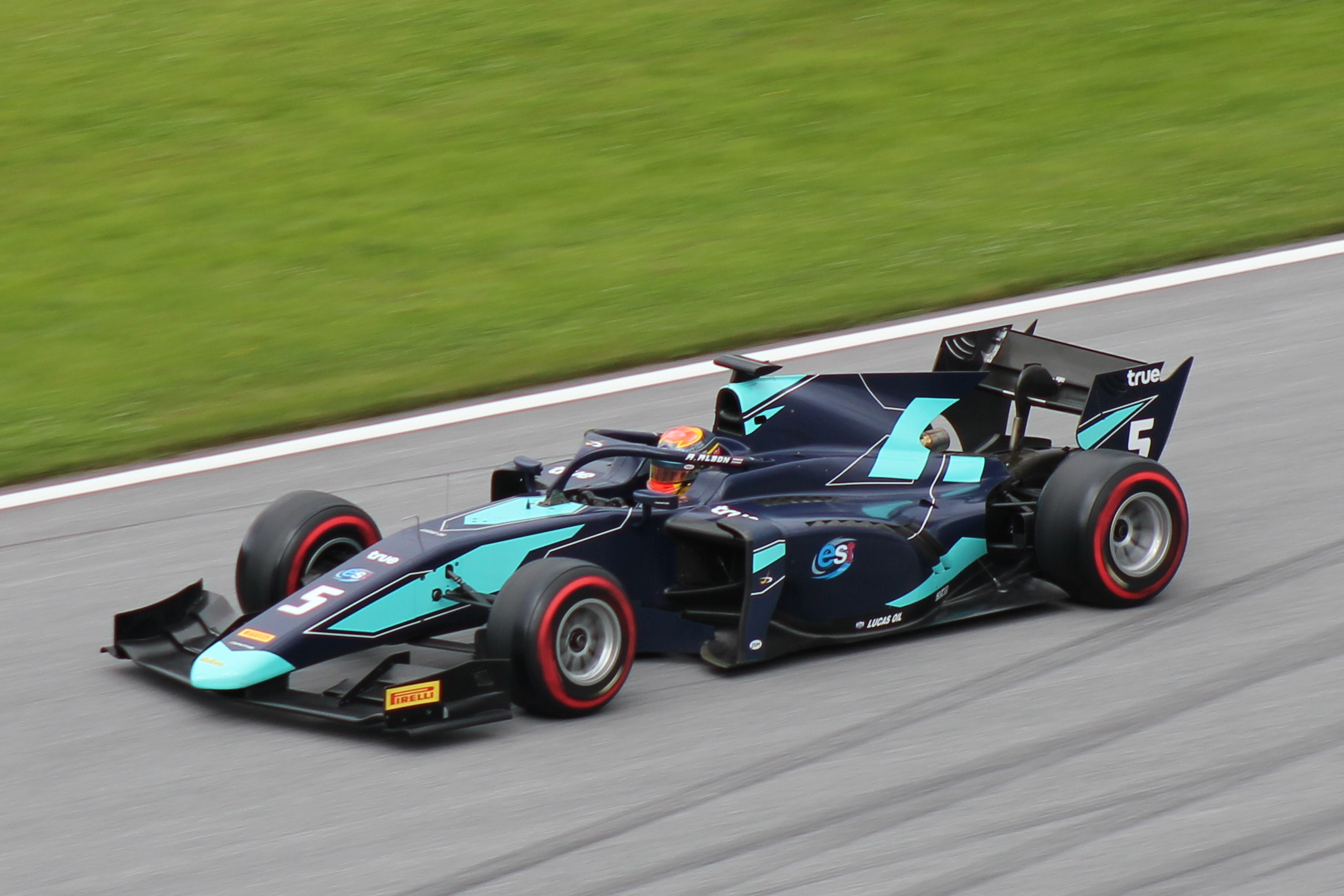
Alexander Albon beim ersten Formel-2-Rennen in Spielberg 2018

2017 blieb Albon bei ART Grand Prix und wechselte in die FIA-Formel-2-Meisterschaft. Seine besten Rennergebnisse erreichte er mit zwei zweiten Plätzen. Die Meisterschaft beendete er mit 84 Punkten auf Platz 10. 2018 startete er für DAMS wieder in der Formel 2. Er schloss die Saison auf dem dritten Platz ab.

### Formel 1
Für die FIA-Formel-E-Meisterschaft 2018/19 besaß Albon ursprünglich einen Vertrag mit Nissan e.dams. Albon war als Stammfahrer auf der offiziellen Meldeliste für die offiziellen Testfahrten vor der Saison gemeldet und reiste auch nach Valencia. Er verließ die Testfahrten jedoch vorzeitig, ohne ins Auto zu steigen, da er Verhandlungen mit der Scuderia Toro Rosso begann, mit dem Ziel, die Formel-1-Weltmeisterschaft 2019 für das Team zu bestreiten. Weniger als drei Wochen vor dem Saisonauftakt gab Nissan schließlich die Auflösung des Vertrages mit Albon bekannt. Anschließend bestätigte Toro Rosso Albon für die Formel-1-Weltmeisterschaft 2019. Damit wurde Albon zum ersten thailändischen Formel-1-Fahrer seit Prinz Bira. Für seine Karriere wählte er die 23 als permanente Startnummer. Sein Debütrennen in Australien beendete er auf dem 14. Platz. Anschließend erzielte er als Neunter in Bahrain seine ersten Punkte. Sein bestes Ergebnis für die Scuderia Toro Rosso erzielte er als Sechster beim Großen Preis von Deutschland. Nach dem Großen Preis von Ungarn wurde bekannt gegeben, dass er ab dem Großen Preis von Belgien für das Schwesterteam Red Bull Racing als neuer Teamkollege von Max Verstappen an den Start gehen wird. Dort ersetzte er Pierre Gasly, der zurück zu Toro Rosso wechselte. Beim Großen Preis von Belgien, seinem ersten Rennen für Red Bull, wurde er Fünfter. In Japan holte er als Vierter sein bis dahin bestes Ergebnis. Am Saisonende belegte er den achten Gesamtrang mit 92 Punkten.
Auch 2020 startete Albon wieder für Red Bull. Beim Großen Preis der Steiermark egalisierte er als Vierter sein bis dahin bestes Ergebnis vom Großen Preis von Japan aus dem Vorjahr. Beim Großen Preis der Toskana erzielte er als Dritter seinen ersten Podiumsplatz in der Formel 1. Dieses Ergebnis wiederholte er in Bahrain und wurde damit zum ersten asiatischen Formel-1-Fahrer, der mehrfach aufs Podium fuhr. Er beendete die Saison auf dem siebten Platz der Fahrerwertung mit 105 Punkten, was seine bisher beste Gesamtplatzierung ist.
Wenige Tage nach dem Saisonfinale wurde verkündet, dass er ab 2021 bei Red Bull durch Sergio Pérez ersetzt wird. Albon bleibt als Test- und Ersatzfahrer im Team. Er hat diese Position auch bei AlphaTauri (vormals Toro Rosso) inne, seinem ehemaligen Rennstall der Saison 2019.
Am 4. Januar wurde bekanntgegeben, dass Albon in der Saison 2021 in der DTM bei ausgewählten Rennen teilnehmen werde, sofern dies seine Verpflichtungen für Red Bull und Alpha Tauri zulassen. Beim Saisonauftakt in Monza belegte er den dritten Rang. In Zolder erreichte Albon als Dritter erneut das Podium. Am darauffolgenden Wochenende erzielte er im zweiten Rennen am Nürburgring seinen ersten Rennsieg. Am Hockenheimring erreichte er als Zweiter erneut das Podium. Das letzte Rennwochenende am Norisring verpasste er aufgrund seiner Verpflichtungen bei Red Bull. Die Saison beendete er auf dem 6. Rang im Klassement.
Am 8. September 2021 wurde Albons Rückkehr in die Formel 1 bekanntgegeben, wo er bei Williams ein Cockpit neben Nicholas Latifi erhielt, wobei er George Russell ersetzte. Am dritten Rennwochenende der Saison, dem Großen Preis von Australien 2022, erzielte er als Zehnter erstmals Punkte für Williams. Anschließend sammelte er ebenfalls beim Großen Preis von Miami 2022 als Neunter und beim Großen Preis von Belgien 2022 als Zehnter weitere Weltmeisterschaftspunkte. Im August unterschrieb er einen mehrjährigen Vertrag bei Williams für die kommenden Jahre. Die Saison beendete Albon auf dem 19. Platz in der Meisterschaft mit 4 Punkten, während sein Teamkollege Latifi mit 0 Punkten den 20. Platz belegte.
Für die Saison 2023 erhielt Albon Logan Sargeant als neuen Teamkollegen. Diese begann für Albon mit einem 10. Platz beim Saisonauftakt in Bahrain. Im Laufe der Saison erzielte Albon weitere Punkteplatzierungen. Das beste Rennergebnis war ein siebter Platz, welchen er in den Hauptrennen in Kanada und Italien einfuhr. Weitere Punkteplatzierungen erreichte er im Großen Preis von Großbritannien 2023, im Großen Preis der Niederlande 2023, im Sprint des Großen Preises von Katar 2023, im Großen Preis der USA 2023 und im Großen Preis von Mexiko 2023. Am Saisonende belegte er den 13. Platz in der Fahrerwertung mit 27 Punkten. Dabei besiegte er seinen Teamkollegen Sargeant in allen Qualifyings, welcher die Saison mit einem Punkt auf dem 21. Rang beendete.

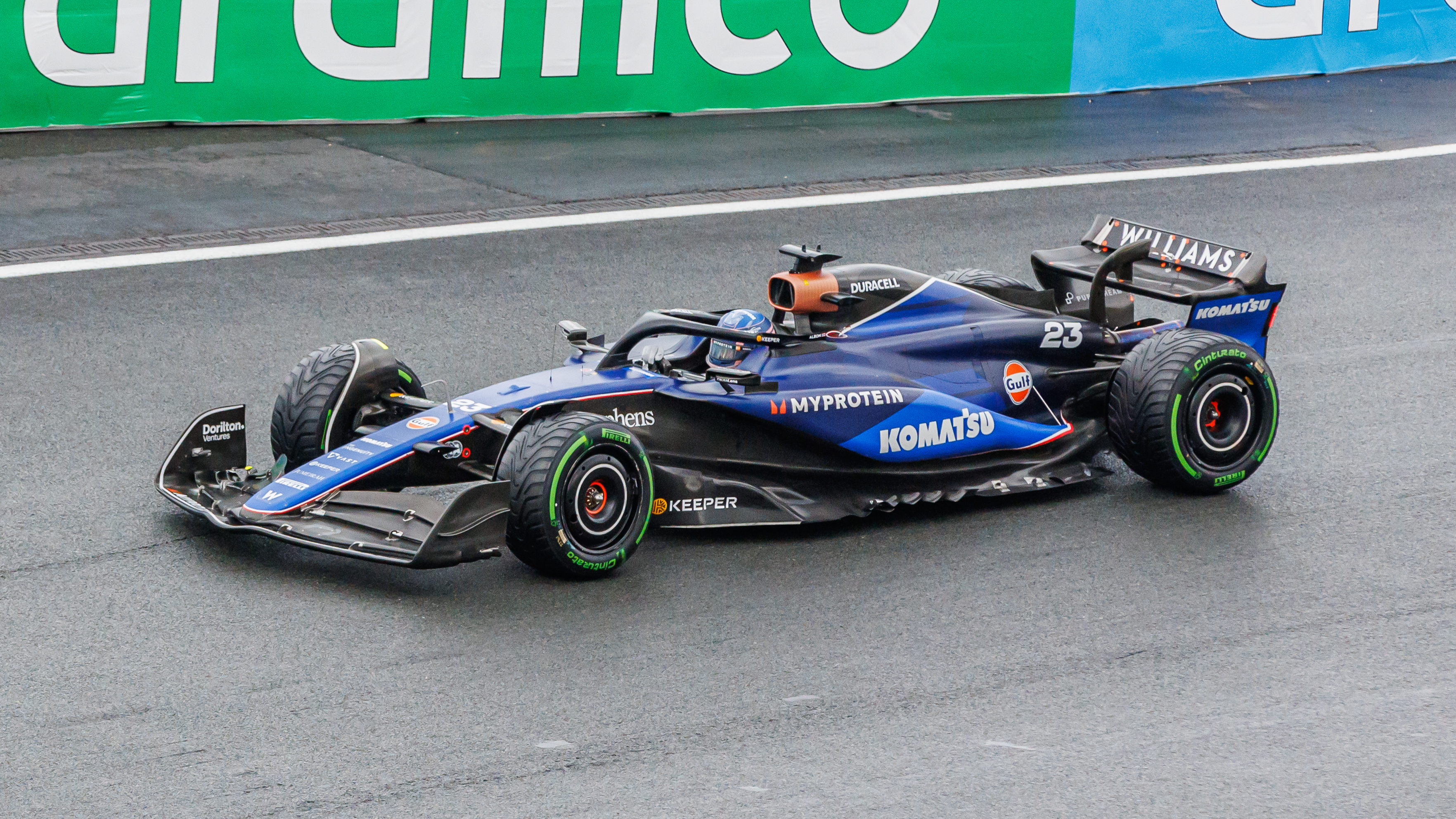
Alexander Albon im Williams FW46

2024 bildeten Albon und Sargeant zunächst erneut das Fahrerduo für Williams. Beim Großen Preis von Monaco erzielte er als Neunter in erstmals Punkte in dieser Saison. Ein weiterer neunter Platz folgte beim Großen Preis von Großbritannien. Ab dem Großen Preis von Italien erhielt Albon mit Franco Colapinto einen neuen Teamkollegen bis Saisonende. Bis dahin hatte Albon Sargeant erneut in allen Qualifyings besiegt. In Italien erreichte er als Neunter erneut die Punkteränge. Beim anschließenden Großen Preis von Aserbaidschan erzielte Albon als Siebter sein bestes Einzelergebnis in der Saison. Am Saisonende belegte er den 16. Platz in der Fahrerwertung mit 12 Punkten. Sargeant erzielte 0 Punkte und belegte den 23. Platz. Colapinto sammelte 5 Punkte und beendete die Saison auf dem 19. Rang. Dabei entschied Albon beide Teamduelle in dieser Saison für sich.

## Persönliches
Alexander Albon ist der Sohn des britischen Automobilrennfahrers Nigel Albon. Er besitzt sowohl die britische als auch die thailändische Staatsbürgerschaft, da seine Mutter Thailänderin ist. Im Rennsport tritt er mit thailändischer Lizenz an. Seit 2019 ist der Öffentlichkeit bekannt, dass er eine Beziehung mit der Golferin Muni He führt.

## Statistik

### Karrierestationen
- 2012: Formel Renault 2.0 Eurocup (Platz 38)
- 2012: Alpine Formel Renault (Platz 16)
- 2013: Formel Renault 2.0 Eurocup (Platz 16)
- 2013: Nordeuropäische Formel Renault (Platz 22)
- 2014: Formel Renault 2.0 Eurocup (Platz 3)
- 2014: Nordeuropäische Formel Renault (Platz 17)
- 2015: Europäische Formel 3 (Platz 7)
- 2016: GP3-Serie (Platz 2)
- 2017: Formel 2 (Platz 10)
- 2018: Formel 2 (Platz 3)
- 2019: Formel 1 (Platz 8)
- 2020: Formel 1 (Platz 7)
- 2021: DTM (Platz 6)
- 2022: Formel 1 (Platz 19)
- 2023: Formel 1 (Platz 13)
- 2024: Formel 1 (Platz 16)

### Einzelergebnisse in der europäischen Formel-3-Meisterschaft
| Jahr | Team      | Motor      | 1   | 2   | 3   | 4   | 5   | 6   | 7   | 8   | 9   | 10  | 11  | 12  | 13  | 14  | 15  | 16  | 17  | 18  | 19  | 20  | 21  | 22  | 23  | 24  | 25  | 26  | 27  | 28  | 29  | 30  | 31  | 32  | 33  | Punkte | Rang |
| ---- | --------- | ---------- | --- | --- | --- | --- | --- | --- | --- | --- | --- | --- | --- | --- | --- | --- | --- | --- | --- | --- | --- | --- | --- | --- | --- | --- | --- | --- | --- | --- | --- | --- | --- | --- | --- | ------ | ---- |
| 2015 | Signature | Volkswagen | SIL | SIL | SIL | HO1 | HO1 | HO1 | PAU | PAU | PAU | MNZ | MNZ | MNZ | SPA | SPA | SPA | NOR | NOR | NOR | ZAN | ZAN | ZAN | SPI | SPI | SPI | POR | POR | POR | NÜR | NÜR | NÜR | HO2 | HO2 | HO2 | 187    | 7.   |
| 2015 | Signature | Volkswagen | 4   | 6   | 6   | 13  | 8   | 9   | 5   | 7   | NC  | 21  | WD  | WD  | 3   | 16  | 9   | 5   | 2   | 3   | 7   | 4   | 8   | 7   | 5   | 8   | 2   | 12  | DNF | 12  | 14  | 11  | 11  | DNF | 2   | 187    | 7.   |

### Einzelergebnisse in der GP3-Serie
| Jahr | Team           | 1   | 2   | 3   | 4   | 5   | 6   | 7   | 8   | 9   | 10  | 11  | 12  | 13  | 14  | 15  | 16  | 17  | 18  | Punkte | Rang |
| ---- | -------------- | --- | --- | --- | --- | --- | --- | --- | --- | --- | --- | --- | --- | --- | --- | --- | --- | --- | --- | ------ | ---- |
| 2016 | ART Grand Prix | ESP | ESP | AUT | AUT | GBR | GBR | HUN | HUN | GER | GER | BEL | BEL | ITA | ITA | MAS | MAS | UAE | UAE | 177    | 2.   |
| 2016 | ART Grand Prix | 6   | 1   | 2   | 2   | 1   | 14  | 7   | 1   | 4   | DNF | 9   | 10  | 6   | 2   | 1   | 8   | DNF | DNF | 177    | 2.   |

### Einzelergebnisse in der FIA-Formel-2-Meisterschaft
| Jahr | Team           | 1   | 2   | 3   | 4   | 5   | 6   | 7   | 8   | 9   | 10  | 11  | 12  | 13  | 14  | 15  | 16  | 17  | 18  | 19  | 20  | 21  | 22  | 23  | 24  | Punkte | Rang |
| ---- | -------------- | --- | --- | --- | --- | --- | --- | --- | --- | --- | --- | --- | --- | --- | --- | --- | --- | --- | --- | --- | --- | --- | --- | --- | --- | ------ | ---- |
| 2017 | ART Grand Prix | BRN | BRN | ESP | ESP | MON | MON | AZE | AZE | AUT | AUT | GBR | GBR | HUN | HUN | BEL | BEL | ITA | ITA | ESP | ESP | UAE | UAE |     |     | 84     | 10.  |
| 2017 | ART Grand Prix | 6   | 7   | 5   | 8   | 4   | 6   | INJ | INJ | 5   | 2   | 18  | 10  | 8   | 7   | 12  | 18  | 14  | 8   | 12  | 9   | 7   | 2   |     |     | 84     | 10.  |
| 2018 | DAMS           | BRN | BRN | AZE | AZE | ESP | ESP | MON | MON | FRA | FRA | AUT | AUT | GBR | GBR | HUN | HUN | BEL | BEL | ITA | ITA | RUS | RUS | UAE | UAE | 212    | 3.   |
| 2018 | DAMS           | 4   | 13  | 1   | 13  | 5   | 2   | DNF | DNF | NC  | 7   | 5   | 5   | 1   | 7   | 5   | 1   | 5   | 3   | 3   | DNF | 1   | 3   | 14  | 8   | 212    | 3.   |

### Einzelergebnisse in der DTM
| Saison | Team                         | Hersteller | 1   | 2   | 3   | 4   | 5   | 6   | 7   | 8   | 9   | 10  | 11  | 12  | 13  | 14  | 15  | 16  | Punkte | Rang |
| ------ | ---------------------------- | ---------- | --- | --- | --- | --- | --- | --- | --- | --- | --- | --- | --- | --- | --- | --- | --- | --- | ------ | ---- |
| 2021   | Red Bull AlphaTauri AF Corse | Ferrari    | MNZ | MNZ | LAU | LAU | ZOL | ZOL | NÜR | NÜR | SPI | SPI | ASS | ASS | HOC | HOC | NOR | NOR | 130    | 6.   |
| 2021   | Red Bull AlphaTauri AF Corse | Ferrari    | 3   | 7   | 5   | 11  | 3   | 6   | DNF | 1   | 4   | 17  | DNF | 5   | 2   | 6   |     |     | 130    | 6.   |

| Legende  | Legende            | Legende                                                          |
| Farbe    | Abkürzung          | Bedeutung                                                        |
| -------- | ------------------ | ---------------------------------------------------------------- |
| Gold     | –                  | Sieg                                                             |
| Silber   | –                  | 2. Platz                                                         |
| Bronze   | –                  | 3. Platz                                                         |
| Grün     | –                  | Platzierung in den Punkten                                       |
| Blau     | –                  | Klassifiziert außerhalb der Punkteränge                          |
| Violett  | DNF                | Rennen nicht beendet (did not finish)                            |
| Violett  | NC                 | nicht klassifiziert (not classified)                             |
| Rot      | DNQ                | nicht qualifiziert (did not qualify)                             |
| Rot      | DNPQ               | in Vorqualifikation gescheitert (did not pre-qualify)            |
| Schwarz  | DSQ                | disqualifiziert (disqualified)                                   |
| Weiß     | DNS                | nicht am Start (did not start)                                   |
| Weiß     | WD                 | zurückgezogen (withdrawn)                                        |
| Hellblau | PO                 | nur am Training teilgenommen (practiced only)                    |
| Hellblau | TD                 | Freitags-Testfahrer (test driver)                                |
| ohne     | DNP                | nicht am Training teilgenommen (did not practice)                |
| ohne     | INJ                | verletzt oder krank (injured)                                    |
| ohne     | EX                 | ausgeschlossen (excluded)                                        |
| ohne     | DNA                | nicht erschienen (did not arrive)                                |
| ohne     | C                  | Rennen abgesagt (cancelled)                                      |
| ohne     | keine WM-Teilnahme |                                                                  |
| sonstige | P/fett             | Pole-Position                                                    |
| sonstige | 1/2/3/4/5/6/7/8    | Punktplatzierung im Sprint-/Qualifikationsrennen                 |
| sonstige | SR/kursiv          | Schnellste Rennrunde                                             |
| sonstige | *                  | nicht im Ziel, aufgrund der zurückgelegten Distanz aber gewertet |
| sonstige | ()                 | Streichresultate                                                 |
| sonstige | unterstrichen      | Führender in der Gesamtwertung                                   |

### Statistik in der Formel-1-Weltmeisterschaft
Diese Statistik umfasst alle Teilnahmen des Fahrers an der Formel-1-Weltmeisterschaft.

#### Gesamtübersicht
(Stand: Großer Preis von Ungarn, 3. August 2025)
| Saison | Team                         | Chassis                   | Motor                 | Rennen | Siege | Zweiter | Dritter | Poles | schn. Rennrunden | Punkte | Punkte | WM-Pos. |
| ------ | ---------------------------- | ------------------------- | --------------------- | ------ | ----- | ------- | ------- | ----- | ---------------- | ------ | ------ | ------- |
| 2019   | Scuderia Toro Rosso          | Scuderia Toro Rosso STR14 | Honda 1.6 V6 Turbo    | 12     | −     | −       | −       | −     | −                | 16     | 92     | 8.      |
| 2019   | Aston Martin Red Bull Racing | Red Bull Racing RB15      | Honda 1.6 V6 Turbo    | 9      | −     | −       | −       | −     | −                | 76     | 92     | 8.      |
| 2020   | Aston Martin Red Bull Racing | Red Bull Racing RB16      | Honda 1.6 V6 Turbo    | 17     | −     | −       | 2       | −     | −                | 105    | 105    | 7.      |
| 2022   | Williams F1 Team             | Williams FW44             | Mercedes 1.6 V6 Turbo | 21     | −     | −       | −       | −     | −                | 4      | 4      | 19.     |
| 2023   | Williams F1 Team             | Williams FW45             | Mercedes 1.6 V6 Turbo | 22     | −     | −       | −       | −     | −                | 27     | 27     | 13.     |
| 2024   | Williams F1 Team             | Williams FW46             | Mercedes 1.6 V6 Turbo | 23     | −     | −       | −       | −     | –                | 12     | 12     | 16.     |
| 2025   | Atlassian Williams F1 Team   | Williams FW47             | Mercedes 1.6 V6 Turbo | 14     | −     | −       | −       | −     | –                | 54     | 54     | 8.      |
| Gesamt | Gesamt                       | Gesamt                    | Gesamt                | 118    | −     | −       | 2       | −     | −                | 294    | 294    |         |

#### Einzelergebnisse
| Saison | 1   | 2   | 3   | 4  | 5  | 6   | 7  | 8   | 9   | 10  | 11 | 12 | 13 | 14 | 15  | 16  | 17  | 18 | 19  | 20  | 21  | 22 | 23 | 24 |
| ------ | --- | --- | --- | -- | -- | --- | -- | --- | --- | --- | -- | -- | -- | -- | --- | --- | --- | -- | --- | --- | --- | -- | -- | -- |
| 2019   |     |     |     |    |    |     |    |     |     |     |    |    |    |    |     |     |     |    |     |     |     |    |    |    |
| 14     | 9   | 10  | 11  | 11 | 8  | DNF | 15 | 15  | 12  | 6   | 10 | 5  | 6  | 6  | 5   | 4   | 5   | 5  | 14  | 6   |     |    |    |    |
| 2020   |     |     |     |    |    |     |    |     |     |     |    |    |    |    |     |     |     |    |     |     |     |    |    |    |
| 13*    | 4   | 5   | 8   | 5  | 8  | 6   | 15 | 3   | 10  | DNF | 12 | 15 | 7  | 3  | 6   | 4   |     |    |     |     |     |    |    |    |
| 2022   |     |     |     |    |    |     |    |     |     |     |    |    |    |    |     |     |     |    |     |     |     |    |    |    |
| 13     | 14* | 10  | 11  | 9  | 18 | DNF | 12 | 13  | DNF | 12  | 13 | 17 | 10 | 12 | INJ | DNF | DNF | 13 | 12  | 15  | 13  |    |    |    |
| 2023   |     |     |     |    |    |     |    |     |     |     |    |    |    |    |     |     |     |    |     |     |     |    |    |    |
| 10     | DNF | DNF | 12  | 14 | C  | 14  | 16 | 7   | 11  | 8   | 11 | 14 | 8  | 7  | 11  | DNF | 137 | 9  | 9   | DNF | 12  | 14 |    |    |
| 2024   |     |     |     |    |    |     |    |     |     |     |    |    |    |    |     |     |     |    |     |     |     |    |    |    |
| 15     | 11  | 11  | DNF | 12 | 18 | DNF | 9  | DNF | 18  | 15  | 9  | 14 | 12 | 14 | 9   | 7   | DNF | 16 | DNF | DNS | DNF | 15 | 11 |    |
| 2025   |     |     |     |    |    |     |    |     |     |     |    |    |    |    |     |     |     |    |     |     |     |    |    |    |
| 5      | 7   | 9   | 12  | 9  | 5  | 5   | 9  | DNF | DNF | DNF | 8  | 6  | 15 |    |     |     |     |    |     |     |     |    |    |    |

| Legende  | Legende            | Legende                                                          |
| Farbe    | Abkürzung          | Bedeutung                                                        |
| -------- | ------------------ | ---------------------------------------------------------------- |
| Gold     | –                  | Sieg                                                             |
| Silber   | –                  | 2. Platz                                                         |
| Bronze   | –                  | 3. Platz                                                         |
| Grün     | –                  | Platzierung in den Punkten                                       |
| Blau     | –                  | Klassifiziert außerhalb der Punkteränge                          |
| Violett  | DNF                | Rennen nicht beendet (did not finish)                            |
| Violett  | NC                 | nicht klassifiziert (not classified)                             |
| Rot      | DNQ                | nicht qualifiziert (did not qualify)                             |
| Rot      | DNPQ               | in Vorqualifikation gescheitert (did not pre-qualify)            |
| Schwarz  | DSQ                | disqualifiziert (disqualified)                                   |
| Weiß     | DNS                | nicht am Start (did not start)                                   |
| Weiß     | WD                 | zurückgezogen (withdrawn)                                        |
| Hellblau | PO                 | nur am Training teilgenommen (practiced only)                    |
| Hellblau | TD                 | Freitags-Testfahrer (test driver)                                |
| ohne     | DNP                | nicht am Training teilgenommen (did not practice)                |
| ohne     | INJ                | verletzt oder krank (injured)                                    |
| ohne     | EX                 | ausgeschlossen (excluded)                                        |
| ohne     | DNA                | nicht erschienen (did not arrive)                                |
| ohne     | C                  | Rennen abgesagt (cancelled)                                      |
| ohne     | keine WM-Teilnahme |                                                                  |
| sonstige | P/fett             | Pole-Position                                                    |
| sonstige | 1/2/3/4/5/6/7/8    | Punktplatzierung im Sprint-/Qualifikationsrennen                 |
| sonstige | SR/kursiv          | Schnellste Rennrunde                                             |
| sonstige | *                  | nicht im Ziel, aufgrund der zurückgelegten Distanz aber gewertet |
| sonstige | ()                 | Streichresultate                                                 |
| sonstige | unterstrichen      | Führender in der Gesamtwertung                                   |